# Ampedus apicalis
Ampedus apicalis е вид бръмбар от семейство Полски ковачи (Elateridae). Видът не е застрашен от изчезване.

## Разпространение
Разпространен е в Украйна (Крим).

## Описание
Популацията на вида е стабилна.